# Documentaire
Een documentaire is een op feiten gebaseerde film waarin de maker een beeld tracht te geven van een aspect uit de realiteit, zoals uit de politiek, wetenschap, maatschappij of geschiedenis, natuur of van de persoonlijke belevingswereld van de documentairemaker.
De documentaire onderscheidt zich van een registratie door de wijze waarop het verhaal verteld wordt. Dit kan zowel zitten in de opbouw van het verhaal, dat over het algemeen meerdere verhaallijnen telt, als in de wijze waarop dit in beeld gebracht is, of verklankt. In tegenstelling tot reportages, wordt bij een documentaire het onderwerp in een groter geheel geplaatst. De hoeveelheid research die daarvoor nodig is, is daardoor in de regel ook groter.
Hoewel er inhoudelijk of technisch geen enkele reden is om geen korte documentaire te maken, of een lange reportage, duren documentaires vaak langer dan 15 minuten, en reportages korter dan 10 minuten. Door de opkomst van documentaire films die grote Amerikaanse nieuwsmedia via internet aanbieden, is er een verschuiving zichtbaar naar kortere documentairevideo's.
Documentaires zijn informatief van aard. Soms pogen documentaires een objectief beeld te geven van een onderwerp. Er is veel discussie over wat objectief is, want de documentairemaker kiest zijn beelden uit de werkelijkheid, wat op zich al een subjectieve handeling is. Bij een creatieve auteursdocumentaire wordt juist de nadruk gelegd op de subjectieve visie van de filmmaker.
De documentaire tracht als een van de manieren van het vertellen van verhalen de toeschouwer met zijn beeldverhaal de werkelijkheid te laten zien van buiten de wereld van de film. De organisatie 'World Union of Documentary' gaf in 1948 deze definitie aan documentaire:
Met documentairefilm wordt bedoeld alle methoden van opname op celluloid van enig aspect van de realiteit door ofwel feitelijke filmopname ofwel door een integere en gerechtvaardigde reconstructie, om daarmee een beroep te doen op zowel verstand als gevoel, met als doel het stimuleren van het verlangen naar en het vergroten van menselijke kennis en begrip, en het eerlijk tonen van problemen en oplossingen daarvan op het terrein van economie, cultuur en menselijke relaties.
Afgezien van het gebruik van celluloid voor filmopnamen is deze definitie nog steeds van kracht.
De soorten, vormen en genres van documentaires en de daarachterliggende bedoelingen lopen uiteen. Maar het voornaamste raakvlak dat verschillende soorten documentaire hebben is de weergave van de werkelijkheid. Deze werkelijkheid is een 'subjectieve constructie' die tot stand wordt gebracht door de schrijver, de regisseur, de filmploeg en de editor.